# 尹飛燕
尹飛燕，MH（1948年11月16日—），原名尹美嬋，香港粵劇演員。

## 背景
尹飛燕共有9名兄弟姊妹，排行最小，自小受母親薰陶，醉心粵劇。60年代開始學戲，拜名音樂家王粵生為師，學習唱腔。後得吳惜衣、吳公俠及譚珊珊等梨園老前輩教授功架身段，由任大勳師傅及京劇演員馬玉淇指導武打身段，其後亦隨京劇名演員劉洵學習北派。
早年曾在新蒲崗啟德遊樂場作長期演出，到了70年代初，尹飛燕在啟德遊樂場正式升任正印花旦，劇團方面專程在台灣聘請阮兆輝回港作為其拍檔。於1968年與陳寶珠赴星馬登台。
1976年12月，由於江雪鷺突然離開雛鳳鳴劇團，江在《紫釵記》中「浣紗」的二幫花旦角色由尹飛燕代替。
1984年，尹飛燕與鄭少秋、沈殿霞等前往英國及荷蘭登台。其後更曾多次遠赴美加、歐洲、巴西、澳洲及台灣等地登台演出。
尹飛燕曾參加碧雲天、大龍鳳、新馬、頌新聲、非凡響、雛鳳鳴等劇團的演出。於1987年自組金輝煌劇團，正式升任正印花旦。90年代曾任鳴芝聲劇團正印花旦之職。近年活躍舞台，參演劇團計有日月星、金鳳鳴、金英華、富榮華、漢風、龍嘉鳳、錦陞輝、黃金、龍騰燕、劍新聲、燕笙輝等。 
年來尹飛燕致力鑽研粵劇藝術之演出，除了掌握傳統的粵劇唱做之外，更參照其他劇種的做手及穿帶，使自己的表演更加豐富。同時尹飛燕亦與多位名伶如文千歲、麥炳榮、羽佳、羅家英、阮兆輝、梁漢威、龍貫天、李龍等合作灌錄粵曲唱片。亦曾多次開辦個人演唱會，於2000年開辦其第五次個人演唱會，為豐富視聽之娛，採用電視幕牆，開個人粵曲演唱會先河。2007年協唱《始終有你》(慶祝香港特別行政區成立十周年主題曲)。
尹飛燕雖然是當今香港炙手可熱的粵劇正印花旦，但不遺餘力推廣粵劇和粵曲，曾任多屆八和會館副主席及粵劇演員會理事長，政府委任2006-08年粵劇發展諮詢委員會包括新增的五名粵劇界專業人士，尹飛燕是其中之一。尹飛燕的戲迷會名為「燕廬雅集」。
尹飛燕與前夫阮兆輝的女兒是阮德璇、兒子是阮德鏘。阮德鏘於2018年與女演員林司敏成婚，二人育有一名女兒阮婧恆。
2022年10月21日，尹飛燕獲香港演藝學院頒授榮譽院士，以表揚她對香港粵劇表演藝術的成就。

## 外部連結
- 燕韻新姿尹飛燕 （页面存档备份，存于）
- 政府委任新一屆粵劇發展諮詢委員會（PDF格式） （页面存档备份，存于）